# デニズ・ウヤヌク
デニズ・ウヤヌク（Deniz Uyanık、2001年6月25日 - ）は、トルコの女子バレーボール選手。ポジションはミドルブロッカー。トルコ代表。

## 来歴
- クラブチーム

サルイエル出身。2018年、Beylikdüzüへ入団。3年間プレーした。2021年9月、Edremit Bld. Altınolukでプレーすることが発表され、1年間プレーした。2022年、ニルフェル・ベレディイェスポルへ移籍し、2022/23シーズンはトルコリーグではベストブロッカー部門でトップの活躍をみせ、チームは5位となった。2024年5月、ワクフバンクSKと契約したことが発表され、2024/25シーズンのトルコリーグでは優勝を果たした。
- 代表チーム

2024年、シニア代表に初選出された。2025年、イタリアとの国際親善試合で代表デビューした。

## 所属クラブ
- Beylikdüzü（2018-2021年）
- Edremit Bld. Altınoluk（2021-2022年）
- ニルフェル・ベレディイェスポル（2022-2024年）
- ワクフバンクSK（2024-）